# Luis Enrique Roldán
Luis Enrique Roldán Luna, conocido también por su nombre artístico Luis Enrique, es un actor, músico y compositor colombiano.

## Carrera
Roldán inició su carrera en el mundo del teatro. Más adelante empezó a componer música, también para producciones teatrales.
Inició en la televisión en la década de 1980, obteniendo su primer papel importante en la serie de televisión mexicana Carrusel. En 1990 apareció en algunas producciones para televisión y cine en Colombia y en México, aunque su breve aparición en la telenovela Yo soy Betty, la fea en 2001 interpretando el papel del abogado penalista Juan Manuel Santamaría le valió el reconocimiento en su país natal.
En la década de 2000, Roldán registró apariciones en series de televisión como Me amarás bajo la lluvia, La viuda de la mafia, Por amor y Doña Bárbara. Como músico y compositor, se destacó su aporte a la banda sonora de la serie Enigmas del más allá en 2005.
En la década de 2010 el actor participó en producciones como La Reina del Sur, La traicionera, Allá te espero, Tres Caínes, Sin senos sí hay paraíso y Celia.

## Filmografía destacada

### Cine y televisión
- 1989 - Carrusel
- 1990 - La sombra del Tunco
- 1991 - Muchachitas
- 1993 - Culpa
- 1995 - Al son del amor
- 1997 - La santa
- 1999 - Alejo, la búsqueda del amor
- 2001 - Yo soy Betty, la fea
- 2001 - El inútil
- 2004 - Me amarás bajo la lluvia
- 2004 - La viuda de la mafia
- 2006 - Por amor
- 2008 - Doña Bárbara
- 2009 - Infieles anonimos
- 2010 - Doña Bella
- 2010 - Amor sincero
- 2010 - El encantador
- 2011 - La reina del sur
- 2011 - Mamá, tómate la sopa
- 2012 - La traicionera
- 2012 - ¿Quién eres tú?
- 2013 - Allá te espero
- 2013 - La Madame
- 2013 - Tres Caínes
- 2015 - Celia
- 2017 - Sin senos sí hay paraíso
- 2023 - El abrazo que no te di